# Ninotchka Rosca
Ninotchka Rosca (născută în Filipine în 1946) este o scriitoare filipineză.